# Manfred Wolff-Plottegg
Manfred Wolff-Plottegg (* 16. Juli 1946 in Schöder) ist ein österreichischer Architekt und Designer.

## Biografie
Manfred Wolff-Plottegg studierte Architektur an der Technischen Hochschule in Graz, an der École des Beaux-Arts in  Paris und Städtebau bei Jacob Bakema in Salzburg, 1974 diplomierte er und schloss eine  Post Graduate-Managementausbildung an der Wirtschaftsuniversität Wien an. Seit 1983 arbeitet er als selbständiger Architekt in Graz, seit 2002 auch in Wien.

## Lehrtätigkeit
Plottegg lehrte ab 1983 an mehreren Hochschulen, unter anderem war er Lehrbeauftragter für Planungsmethoden und für Grundlagen der EDV an der TU in Graz, für Computerkonzeptionen an der Hochschule für Gestaltung in Linz, für Experimentelle Architektur an der Universität Innsbruck. 1994/95 war er Professor für CAAD an der Technischen Universität München, wurde 2001 als Ordinarius und Professor für Gebäudelehre & Entwerfen an die Technische Universität Wien berufen und war Vorstand des Institutes für Architektur und Entwerfen. Seit 2014 ist er Professor für Architektur an der Academy of Fine Arts and Design in Bratislava.

## Projekte und Realisationen
- Renovierung Schloss Flamhof, Steiermark 1986–1987
- Wohnbebauung Seiersberg 1987–1990
- Wohnanlage Leoben 1989
- Revitalisierung Schloß Trautenfels, Steiermark 1992
- Feuerwehrmuseum Groß Sankt Florian 1995–2003
- Wohnpark und Revitalisierung Schloss Eybesfeld, Steiermark 1996–2004
- Medienturm, Graz 1999
- Wohnanlage Irgang, Lebring 2004 Symbole für die Toiletten im Café Korb
- WC-Anlage Café Korb 2004

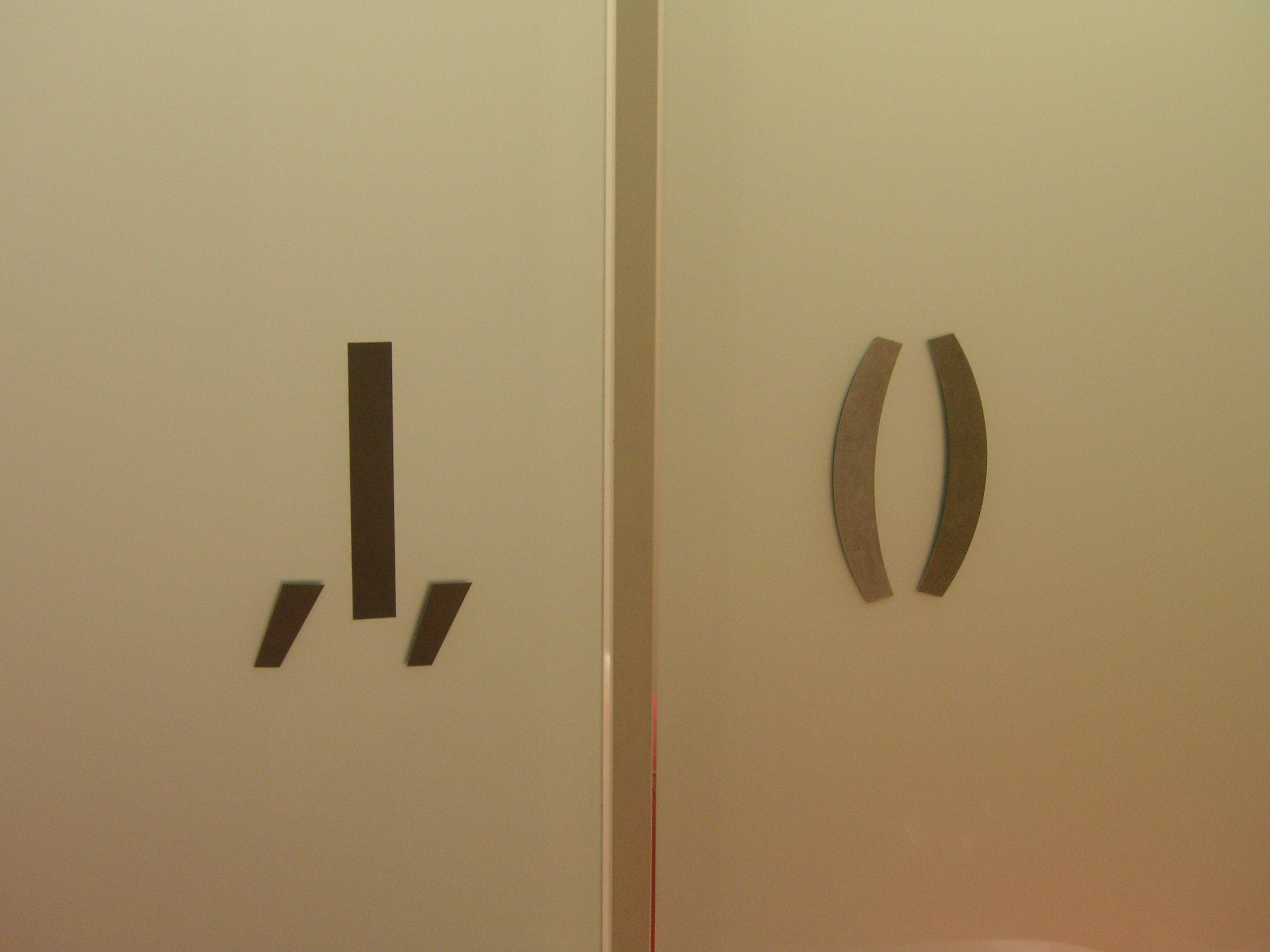
Symbole für die Toiletten im Café Korb

- Ateliergebäude der  Galerie & Edition Artelier Graz 2006
- Wohnanlage Gleisdorf 2008

 Interior design, Möbel, Objekte 
- Rocker 1967
- Salles de bains 1980–2007
- low cost lamps 1992–2006
- Spiegelklo 1979
- typical austrian futon construction 1997
- Vorläufer 2010;

## Ausstellungen
- 1987 Täglich frische Bits und Pixel, Forum Stadtpark, Graz
- 1990 Das binäre Haus, Architekturgalerie, München
- 1991 The binary room – CAD-Forum, Zagreb
- 2000 Plottegg Plots 1980 – 2000, Neue Galerie, Universalmuseum Joanneum, Graz
- 2009 Generativní Architektury, Österreichisches Kulturforum, Prag

## Veröffentlichungen
- Hybrid-Architektur & Hyper-Funktionen. Wien 2007, ISBN 978-3-85165-622-0
- Architektur Algorithmen. (Hrsg. Peter Engelmann), Wien 1996, ISBN 3-85165-238-X

## Auszeichnungen
- 1990: Österreichischer Betonbaupreis
- 1992: Geramb-Dankzeichen für Gutes Bauen für eine Achtfamilien-Wohnanlage, Sackgasse 4 + 6, Leoben[2]
- 1993: Geramb-Dankzeichen für Gutes Bauen für den Umbau von Schloss Trautenfels[3]
- 1994: Österreichischer Bauherrenpreis 1994 für den Umbau von Schloss Trautenfels
- 1996: Architekturpreis des Landes Steiermark
- 2004: Aluminium-Architektur-Preis für den Umbau der WC-Anlagen im Café Korb[4][5]
- 2005: Internationaler Medienpreis für Kunst und Wissenschaft (Deutschland)
- 2007: Geramb-Dankzeichen für Gutes Bauen für das Ateliergebäude Galerie & Edition Artelier, Großmarktstraße 8c, Graz[6]